# Living in America (James Brown)
Living in America è una canzone composta da Dan Hartman e Charlie Midnight per il cantante statunitense James Brown. È stata pubblicata come singolo nel 1985 e ha raggiunto il quarto posto della Billboard Hot 100, restando nella top 40 per undici settimane. È inoltre arrivata al quinto posto della Official Singles Chart, diventando unico singolo di James Brown capace di entrare nella top 10 del Regno Unito. Si tratta del primo grande successo del cantante dopo un decennio, nonché l'ultimo della sua lunga carriera. La canzone è stata nominata per la Miglior canzone R&B e premiata come Miglior performance vocale R&B maschile ai Grammy Awards 1986.
Il brano è noto per la sua apparizione nel film Rocky IV, in cui viene cantato da James Brown prima dell'ingresso sul ring di Apollo Creed nel match contro Ivan Drago. La canzone è stata inserita nella colonna sonora del film e nell'album Gravity di Brown, in quest'ultimo con una versione estesa lunga quasi 6 minuti.
La canzone è stata nuovamente registrata dal suo coautore Dan Hartman per l'album Keep the Fire Burnin' nel 1994.

## Video musicale
Il video musicale della canzone alterna scene di James Brown in concerto ad altre prese da Rocky IV. Vengono inoltre mostrati alcuni filmati degli Stati Uniti.

## Tracce
7" Single Scotti / Bellaphon 100 14 037 [de]
1. Living in America – 4:42
2. Living in America (strumentale) – 4:31

12" Maxi Scotti 120 14 019
1. Living in America (R&B Club Version) – 6:28
2. Living in America (Rock'n'Roll Version) – 4:07
3. Living in America (strumentale) – 4:31

## Classifiche
| Classifica (1985/86)          | Posizione massima |
| ----------------------------- | ----------------- |
| Australia                     | 18                |
| Belgio (Fiandre)              | 2                 |
| Canada                        | 5                 |
| Finlandia                     | 2                 |
| Francia                       | 18                |
| Germania                      | 12                |
| Irlanda                       | 8                 |
| Italia                        | 13                |
| Nuova Zelanda                 | 5                 |
| Paesi Bassi                   | 8                 |
| Regno Unito                   | 5                 |
| Stati Uniti                   | 4                 |
| Stati Uniti (R&B)             | 10                |
| Stati Uniti (dance club play) | 3                 |
| Stati Uniti (hot dance sales) | 1                 |
| Svezia                        | 10                |
| Svizzera                      | 9                 |

## Nella cultura di massa
- Il cantante-comico "Weird Al" Yankovic ha realizzato una cover parodistica della canzone intitolata Living with a Hernia per il suo album Polka Party! nel 1986.
- La canzone è stata eseguita dall'attore Sherman Hemsley e altri membri del cast della serie televisiva Amen (1986-1991).
- È stata inoltre reinterpretata da Paul Di'Anno per il suo album The World's First Iron Man nel 1997.
- Nel 2000 il brano appare nell'episodio "Febbre da cavallo galattica" della serie animata I Simpson, durante il quale viene suonato dalla band della scuola elementare durante una fiera di Stato.
- Il wrestler Consequences Creed utilizzava spesso questa canzone come tema d'ingresso ai tempi della sua militanza nella TNA.
- Nel 2009 Il brano appare in "Tutti odiano il pugilato", episodio parodia di Rocky della sitcom Tutti odiano Chris.[20]
- Nel 2011 appare invece nell'episodio "Il ritorno della zucca supersexy" della settima stagione di How I Met Your Mother, durante una scena in cui Barney Stinson fa il suo ingresso a una festa di Halloween.

## Riconoscimenti
- 1986 - Grammy Awards
  - Miglior performance vocale R&B maschile
  - Nomination Miglior canzone R&B